# Октябрьское (Алтайский край)
Октя́брьское (в 1989—1992 гг. — посёлок городского типа Октябрьский) — село в Первомайском районе Алтайского края России. Входит в сельское поселение Сибирский сельсовет.

## География
Расположено у реки Повалиха и разделено рекой на 2 части, которые находятся друг от друга на значительном расстоянии.
Климат
Климат континентальный. Продолжительность периода с устойчивым снежным покровом — 160—170 дней, абсолютный минимум температуры воздуха достигает −50 °C. Средняя температура января — −19,9 °C, июля — +19 °C. Безморозный период длится 110—115 дней, абсолютный максимум температуры воздуха достигает +33-35 °C. Годовое количество атмосферных осадков — 360 мм.
Уличная сеть
В селе 7 улиц: Нагорная, Новая, Октябрьская, Приозерная, Садовая, Цветочная и Центральная.
Расстояние до
- районного центра Новоалтайск: 20 км.
- краевого центра Барнаул: 25 км.

Ближайшие населённые пункты
Сибирский (ЗАТО) 1,5 км, Казачий 4 км, Лесной 4 км, посёлок Сибирский 5 км, Боровиха 7 км, Костяки 7 км, Повалиха 8 км, Лесная Поляна 8 км, Зудилово 9 км, Рогуличный 10 км Волга 11 км Кислуха 11 км.

## История
Село на реке Повалиха в Списках населённых мест Сибирского края 1928 года значится как посёлок Октябрь в составе Белоярского района Барнаульского округа Сибирского края. Посёлок возник в 1925 году одновременно с появлением новой территориальной единицы — Сибирского края, появившегося 25 мая 1925 года. После переименования Среднекраюшинского сельсовета, в 1960 году был создан Первомайский сельсовет, в состав которого и вошёл посёлок.
По переписи 1926 года в посёлке Октябрь было 46 хозяйств. Проживало 234 человека, из них 124 женщины и 110 мужчин.
В 1989 году посёлок был преобразован в посёлок городского типа Октябрьский Первомайского района (перепись 2002 года), входил в состав Октябрьского поселкового Совета.
В 1992 году посёлок получил статус села и название Октябрьское, при этом поселковый совет был реорганизован в сельский Совет Первомайского района.
В 1996 году Октябрьский сельсовет Первомайского района был упразднён, территория села Октябрьское Октябрьского сельсовета была передана в состав Сибирского сельсовета.

## Население
| 1997 | 1998 | 1999 | 2000 | 2001 | 2002 | 2003 |
| ---- | ---- | ---- | ---- | ---- | ---- | ---- |
| 385  | ↗391 | ↘383 | ↗385 | ↘380 | ↘361 | ↗371 |
| 2004 | 2005 | 2006 | 2007 | 2008 | 2009 | 2010 |
| ↗386 | ↗398 | ↘397 | ↘395 | ↗401 | ↘390 | ↗400 |
| 2011 | 2012 | 2013 |      |      |      |      |
| →400 | ↘385 | ↗392 |      |      |      |      |

## Инфраструктура
В селе работают крестьянско-фермерские хозяйства, ООО «Октябрьский хлебокомбинат», ООО УК «АИА» — производство мяса и мясопродуктов, продуктов мукомольно-крупяной промышленности, ООО «БРИК» — производство кирпича, ООО «Агротранзит» — выращивание зерновых и зернобобовых, кормовых культур; заготовка растительных кормов, ООО «Агрохолдинг» — растениеводство и животноводство, есть магазины с различным ассортиментом товаров.
Почтовое отделение, обслуживающие село Октябрьское, находится в ЗАТО Сибирский, есть ФАП. Большинство коммунальных и государственных услуг жители Октябрьского получают в ЗАТО Сибирский. В селе идёт газификация, полностью село должно быть подключено к газопроводной сети в 2019 году.

## Транспорт
Посёлок расположен рядом с автомобильной трассой Новосибирск — Барнаул — Бийск, есть автомобильные дороги с твёрдым покрытием, что обеспечивает круглогодичное пользование транспортом. Имеется автобусное сообщение с соседними селами, районным центром и городом Барнаулом.
Ближайшая железнодорожная станция Алтайская находится в городе Новоалтайске.